# Stylidium tepperanum
Stylidium tepperanum este o specie de plante dicotiledonate din genul Stylidium, familia Stylidiaceae, ordinul Asterales, descrisă de Ferdinand von Mueller. Conform Catalogue of Life specia Stylidium tepperanum nu are subspecii cunoscute.